# 5 ذو القعدة
- السبت
- الأحد
- الاثنين
- الثلاثاء
- الأربعاء
- الخميس
- الجمعة

- 2826 أبريل 2025
- 2927 أبريل 2025
- 3028 أبريل 2025
- 129 أبريل 2025
- 230 أبريل 2025
- 31 مايو 2025
- 42 مايو 2025
- 53 مايو 2025
- 64 مايو 2025
- 75 مايو 2025
- 86 مايو 2025
- 97 مايو 2025
- 108 مايو 2025
- 119 مايو 2025
- 1210 مايو 2025
- 1311 مايو 2025
- 1412 مايو 2025
- 1513 مايو 2025
- 1614 مايو 2025
- 1715 مايو 2025
- 1816 مايو 2025
- 1917 مايو 2025
- 2018 مايو 2025
- 2119 مايو 2025
- 2220 مايو 2025
- 2321 مايو 2025
- 2422 مايو 2025
- 2523 مايو 2025
- 2624 مايو 2025
- 2725 مايو 2025
- 2826 مايو 2025
- 2927 مايو 2025
- 128 مايو 2025
- 229 مايو 2025
- 330 مايو 2025

5 ذو القعدة أو 5 ذو القعدة الحرام أو يوم 5 \ 11 (اليوم الخامس من الشهر الحادي عشر) هو اليوم الثلاثمائة (300) من أيَّام السنة (أو الأوَّل بعد الثلاثمائة لو كان شهر رمضان مُتممًا لليوم الثلاثين أو الثاني بعد الثلاثمائة لو أتم كلاً من صفر وربيع الآخر وجمادى الآخرة وشعبان ورمضان ثلاثين يوماً) وفق التقويم الهجري القمري (العربي). يبقى بعده 54 أو 55 يومًا لانتهاء السنة.

## أحداث
- 1101هـ - استسلام قلعة بنفشه للبندقية بعد مقاومة استمرت 14 شهرًا، وتعدّ هذه القلعة هي آخر قلاع الدولة العثمانية في شبه جزيرة المورة (اليونان).
- 1241هـ - قوات السلطان العثماني محمود الثاني تتمكن من القضاء على تمرد القوات الإنكشارية وتفنيها تمامًا بعد أن كانت تعتبر في وقت من الأوقات درة تاج القوات العثمانية في العصر الذهبي لها.
- 1252هـ - إنشاء أول وزارة للمعارف في مصر والعالم العربي باسم «ديوان المدارس»، وقد تولى رئاستها مصطفى مختار باشا، وكان من أعضاء البعثة العلمية الأولى التي أرسلها محمد علي باشا إلى فرنسا.
- 1254هـ - الأسطول البريطاني بقيادة «هنس» يتمكن من احتلال عدن ليبدأ استعمارًا لها دام 137 سنة.
- 1343هـ - رضا خان البهلوي ينصب نفسه «شاه إيران» ليكون بذلك أول ملوك الدولة البهلوية في إيران.
- 1371هـ - ملك مصر والسودان فاروق الأول يتنازل عن العرش لابنه الأمير أحمد فؤاد ويعين مجلس وصاية على العرش برئاسة الأمير محمد عبد المنعم ويغادر بعد ذلك مصر ومعه زوجته الملكة ناريمان وبقية أفراد أسرته بما فيها الملك الجديد أحمد فؤاد، ويأتي ذلك بعد أيام من قيام الثورة على الملكية.
- 1388هـ - القاهرة تحتفل بألفيتها. واعتبر افتتاح أول معرض للكتاب الدولي بداية للاحتفال بالألفية. خلال ألف عام من وجودها تحولت القاهرة إلى أكبر مدينة في أفريقيا بعد أن ابتلعت عدة مدن مجاورة. كما أنها تمسك بقصب السبق في الميادين الأخرى، مثل عدد المساجد. وتعتبر القاهرة أول مدينة في القارة الأفريقية يبنى فيها مترو الأنفاق.
- 1389هـ - انتهاء الحرب البيافارية في نيجيريا بهزيمة جمهورية بيافرا الواقعة شرقًا بعد يوم واحد من هروب مؤسسها أوجوكوو.
- 1411هـ - إعلان جمهورية شمال لصومال الانفصالية أو ما يعرف باسم صوماليلاند، إلا أنها لم تحض بأي اعتراف دولي لكنها تشهد استقرار أمني عكس باقي أراضي الصومال.
- 1425هـ -
  - أحد المواقع الإسلامية ينشر شريط صوتي لأسامة بن لادن يشيد فيه تفجير القنصلية الأمريكية في مدينة جدة السعودية.
  - قوات الاحتلال الإسرائيلي تشن عملية اجتياح لخان يونس جنوب قطاع غزة تسميها «الحديد البرتقالي»، وتدمر نحو 40 منزلاً تدميرًا كليًّا، وتشرد نحو 50 عائلة يزيد عدد أفرادها على 400 فرد.
  - الاتحاد الأوروبي يوافق على إجراء محادثات انضمام تركيا إلى الاتحاد بعد حوالي سنة شريطة أن توقع أنقرة على اتفاق يمنح قبرص اعترافًا فعليًّا قبل بدء المفاوضات. اتخذ هذا القرار في ختام قمة الاتحاد المنعقدة في العاصمة البلجيكية بروكسل.
- 1436 هـ - اختطاف أربعة مسافرين فلسطينيين من غزة في مدينة رفح شمال سيناء بمصر.
- 1437 هـ - وقوع تفجير انتحاري بمدينة كويته غرب باكستان أسفر عن مقتل 93 شخصًا على الأقل وإصابة أكثر من 120 شخص.
- 1438 هـ - المحكمة العليا الباكستانية تصدر قرارها القاضي باستبعاد رئيس الوزراء نواز شريف من شغل أي منصب عام في البلاد بعد إدانته بقضية فساد.
- 1439 هـ - الكنيست الإسرائيلي يُقر قانون الدولة القومية لليهود في إسرائيل الذي نص على عدَّة خطوات تصب في صالح اليهود، وأفقد اللُغة العربيَّة صفتها الرسميَّة في إسرائيل.
- 1443 هـ - مقتل 41 وإصابة 450 شخصًا على الأقل إثر وقوع حريق تلاه انفجارات في مستودع حاويات في سيتاكوندا ببنغلاديش.

## مواليد
- 324هـ - عضد الدولة بن بويه، أمير بويهي.
- 1324هـ - بشر فارس، كاتب مسرحي ومؤرخ وشاعر لبناني مصري.
- 1347هـ - الشاذلي بن جديد، رئيس الجزائر.
- 1369هـ - إبراهيم نصر، ممثل مصري.
- 1371هـ - محمد إسماعيل المقدم، داعية إسلامي مصري.
- 1376هـ - أحمد فؤاد سليم، ممثل مصري.
- 1387هـ - مروان خوري، ملحن وشاعر ومغني لبناني.
- 1389هـ - روبير فاضل، رجل أعمال وسياسي لبناني.
- 1396هـ - أحمد التهامي، ممثل مصري.
- 1407هـ - محمد راشد الفضلي، لاعب كرة قدم كويتي.

## وفيات
- 664هـ - سيد بن طاووس، عالم شيعي إمامي.
- 761هـ - ابن هشام الأنصاري، عالم نحوي مسلم.
- 1323 هـ - عباس الأعسم، فقيه جعفري وشاعر عراقي.
- 1344هـ - محمد السادس، آخر سلاطين بني عثمان.
- 1400هـ - حسن فايق، ممثل مصري.
- 1425هـ - ميخائيل عيد، شاعر ومترجم سوري.

## وصلات خارجية
- موقع قصة الإسلام: حدث في شهر ذو القعدة.